# Дипломатична місія

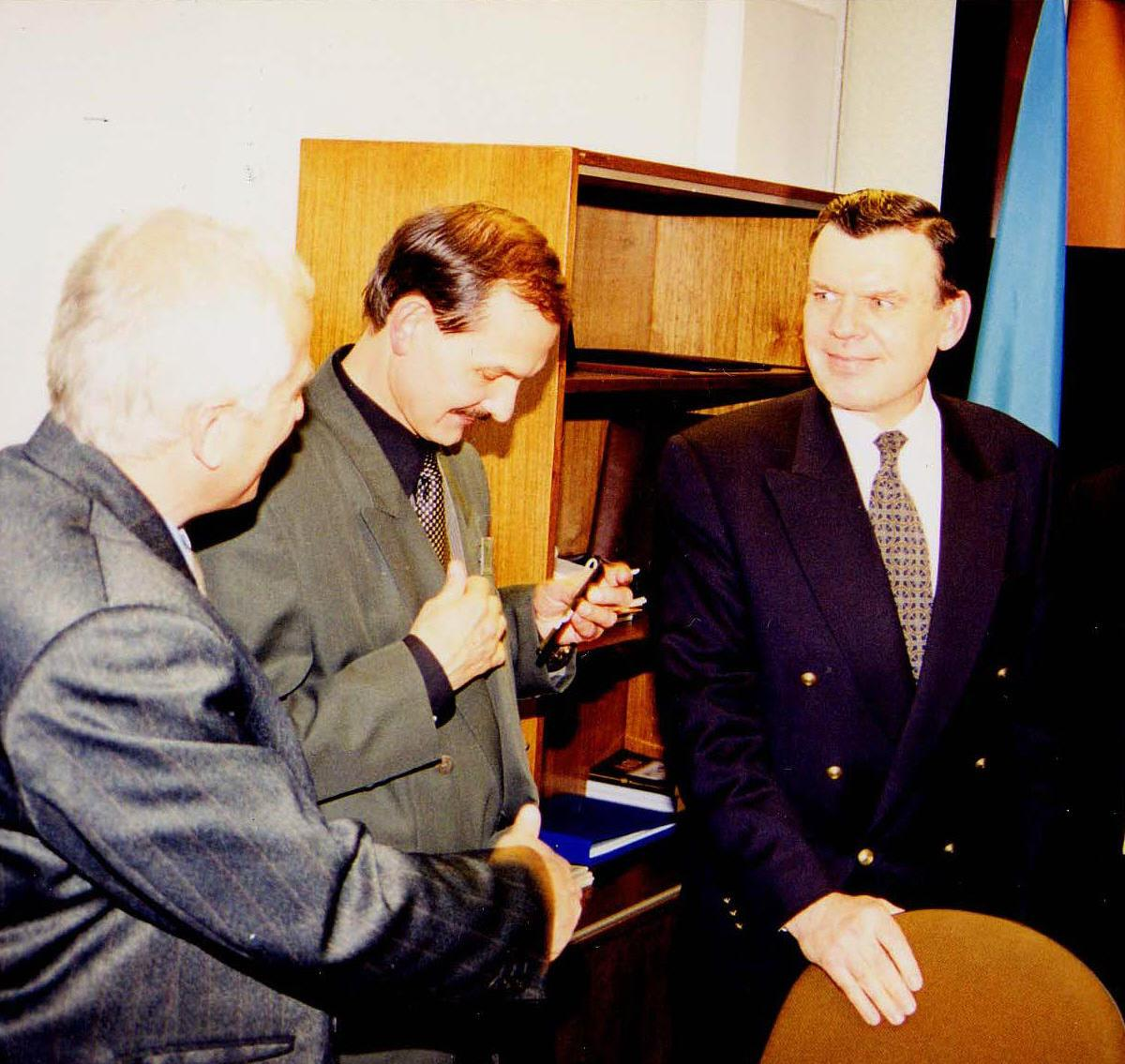
Костянтин Морозов — керівник Місії України при НАТО (крайній праворуч) зустрічається з вченими з України, Брюссель, 1997

Дипломатична місія, дипмісія (англ. legation) — вид постійного дипломатичного представництва, яке очолює посланник або повірений у справах. Оскільки дипломатичну місію очолює дипломат з рангом трохи нижче порівняно з надзвичайним і повноважним послом, то статус дипломатичної місії трохи нижчий, ніж у посольства. У XIX столітті дипломатичні місії засновувалися переважно в малих країнах, тоді як посольства відкривалися у великих країнах. З погляду сучасного дипломатичного права не існує принципових відмінностей між посольством і дипломатичною місією щодо прав, привілеїв і імунітетів.
Дипломатичною місією вважається також направлення в будь-яку країну окремої особи або делегації для виконання спеціального одноразового, зазвичай дипломатичного, доручення свого уряду. Права і обов'язки глави і членів такої місії визначаються, зокрема, міжнародними конвенціями.

## Військова місія
Військовою місією (англ. military mission) прийнято називати особливе офіційне військове представництво, яке відряджається за кордон зі спеціальною метою у воєнний чи мирний час. Згідно з нормами міжнародного права військові місії мають дипломатичний статус, що зафіксовано в Конвенції про спеціальні місії, прийнятій Генеральною Асамблеєю ООН 8 грудня 1969 року. Одноразовою тимчасовою військовою місією також вважається військова делегація, яка направляється в будь-яку країну для виконання спеціального одноразового доручення свого уряду чи військового відомства.

### Військова делегація
Військовою делегацією називають групу військовослужбовців, які відряджаються Міністерством оборони України або Генеральним штабом на короткий термін за кордон для вирішення завдань щодо підтримання дружніх зв'язків та контактів з керівництвом збройних сил іноземних держав, а також для вирішення конкретних питань військового будівництва (військові радники).
Правовий статус членів військових делегацій, які відряджаються до іноземних країн, термін перебування там, а також склад делегації регламентуються двосторонніми угодами або визначаються за попередньою домовленістю між двома зацікавленими сторонами через дипломатичні канали. Офіцери військово-дипломатичної служби можуть входити до складу делегації як повноважні її члени, надавати главі делегації експертні оцінки та сприяти в організації перекладу.
Як радники, експерти і члени делегацій генерали, адмірали й офіцери також беруть участь у міжнародних конференціях, на яких поряд із суспільно-політичними питаннями розглядаються воєнно-політичні і воєнні проблеми, наприклад, про укладення мирних договорів, договорів про військове співробітництво і взаємодопомогу, про проведення переговорів з питань обмеження озброєнь і роззброєння, про підписання конвенцій, які регламентують використання світового океану і космічного простору, польоти літаків цивільної авіації, плавання торгових суден тощо. Беручи участь у міжнародних конференціях, офіцери воєнно-дипломатичної служби можуть налагоджувати корисні зв'язки і знайомства, добувати інформацію, яка становить інтерес для свого міністерства оборони.